# 1911 en philosophie
Chronologie de la philosophie
- 1907
- 1908
- 1909
- 1910
- 1911
- 1912
- 1913
- 1914
- 1915

L’année 1911 a été marquée, en philosophie, par les événements suivants :

## Publications
- Giambattista della Porta (ed. Vincenzo Spampanato), Le commedie, vol. 2, Laterza, Bari, 1911 (lire en ligne)
- Nicolas Berdiaev, La Philosophie de la Liberté

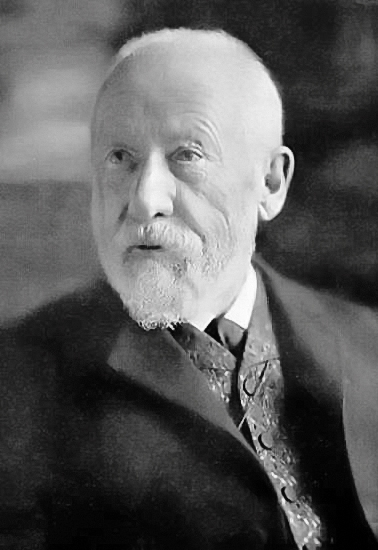
Wilhelm Dilthey (1833-1911)
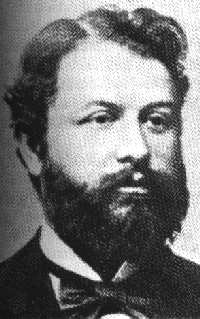
Georg Jellinek (1851-1911)
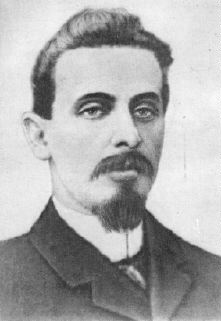
Stanisław Brzozowski (1878-1911)
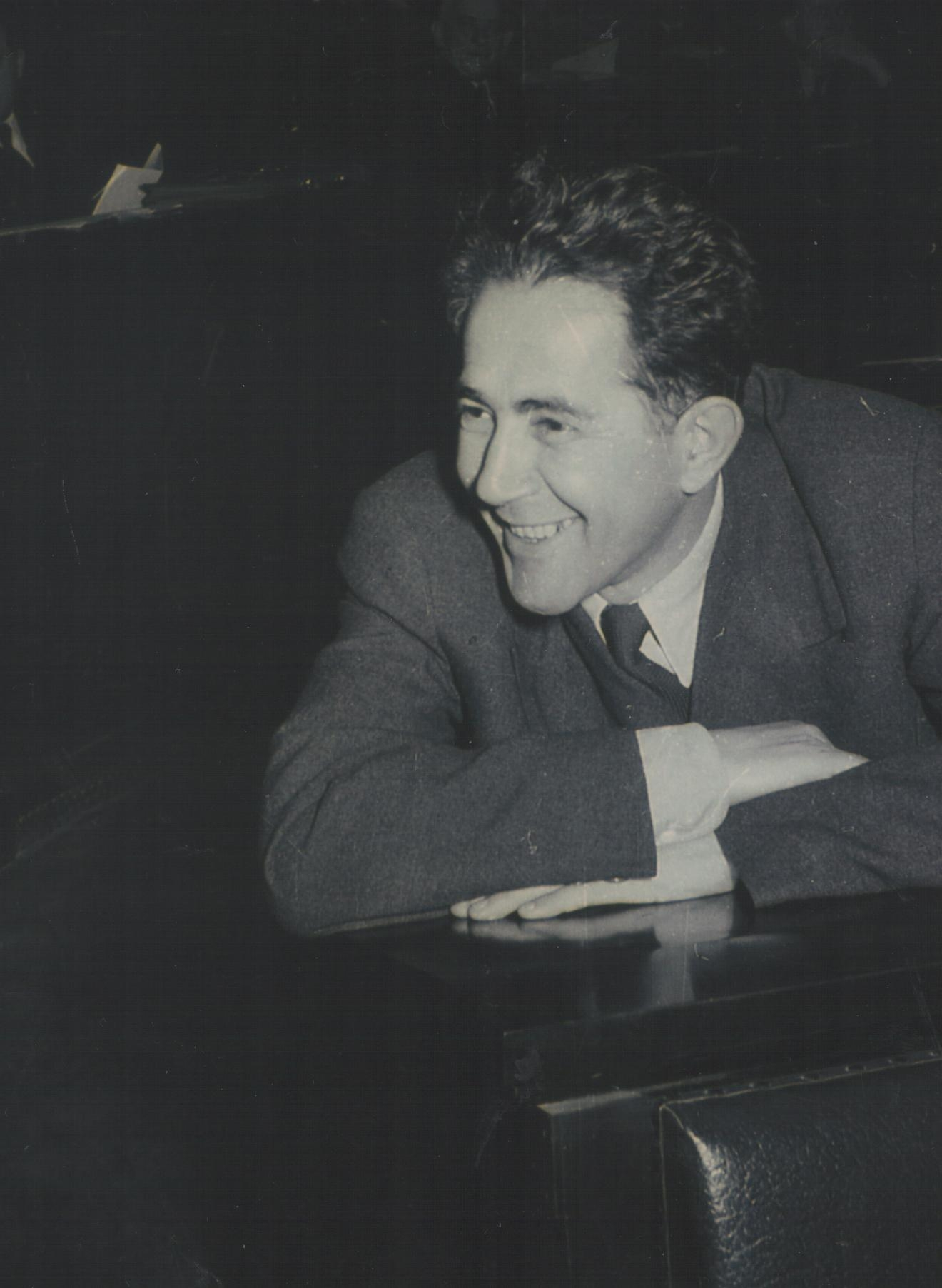
Milovan Đilas (1911–1995)
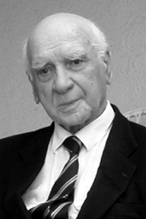
Giorgio Punzo (1911-2005)

## Naissances
- 20 février : Luciano Anceschi (Italie, -1995)
- 11 mars : Paolo Filiasi Carcano (Italie, -1977)
- 26 mars : John Langshaw Austin (Angleterre, -1960)
- 27 mars : Erich Heller (Angleterre, -1990)
- 8 avril : Emil Cioran (Roumanie & France, -1995)
- 16 mai : Walter Hollitscher (Autriche, -1988)
- 29 mai : Giorgio Punzo (Italie, -2005)
- 11 juin : Norman Malcolm (USA, -1990)
- 12 juin : Milovan Djilas (Montenegro, -1995)
- 25 juillet : Carlo Bianco (Italie, -2010)
- 16 août : Ernst Friedrich Schumacher (Allemagne, -1977)
- 24 août : Cornelio Fabro (Italie, -1995)
- 9 septembre : Paul Goodman (USSA, -1972)
- 18 septembre : Enzo Paci (Italie, -1976)
- 9 octobre : Giulio Preti (Italie, -1972)
- 12 octobre : Bruno Liebrucks (Allemagne, -1986)
- ? : Mori Arimasa (Japon, -1976)[1]

## Décès
- 12 janvier : Georg Jellinek (Autriche, 1851-)
- 30 avril : Stanislaw Brzozowski (Pologne, 1878-)
- 13 mai : Francesco Bonatelli (Italie, 1830-)
- 6 juin : Felice Tocco (Italie, 1845-)
- 1er octobre : Wilhelm Dilthey, philosophe allemand, né en 1833, mort à 77 ans.
- ? : Aleksandr Alekseevitsj Kirejev (Russie, 1833-)